# كأس العالم لسباق الدراجات على الطريق 1992
كأس العالم لسباق الدراجات على الطريق 1992 (بالإنجليزية: 1992 UCI Road World Cup)‏ هو الموسم 4 من كأس العالم لسباق الدراجات على الطريق،  بدأ الموسم بسباق طواف سان سيباستيان 1992 في 7 أغسطس 1992.
فاز  بالمركز الأول أولاف لودفيغ، وبالمركز الثاني طوني رومينغر، وبالمركز الثالث دافيدي كاساني

## السباقات
| 7 أغسطس  | طواف سان سيباستيان                   | راؤول ألكالا      | كلاوديو تشيابوتشي | Eddy Bouwmans ‏    |
| 16 أغسطس | وينكانتون كلاسيك ‏                    | Massimo Ghirotto ‏ | لوران جالابير     | Bruno Cenghialta ‏ |
| 4 أكتوبر | 1992 سباق الجائزة الكبرى للأمريكتين ‏ | فيديريكو اتشاڤ ‏   | دافيدي كاساني     | لوك لوبلان        |